# Adobe Reader SpeedUp
Adobe Reader SpeedUp — бесплатная утилита, предназначенная для ускорения загрузки Acrobat Reader компании Adobe Systems. Также принадлежит к модели дохода Donationware.

## Описание
Adobe Reader SpeedUp предназначена для более быстрого запуска программы Acrobat Reader за счёт отключения плагинов, которые начинают работу во время запуска приложений. Весь интерфейс программы спроектирован в виде списка, в котором отображены все плагины, для отключения которых следует снять галочки напротив установленных компонентов, которые начинают работать вместе с Acrobat Reader.
Утилита не требует установки на компьютер и поддерживает все версии Adobe Acrobat Reader, начиная с 3.0 и заканчивая 7.0.